# L'Or du temps (série télévisée)
Pour les articles homonymes, voir L'Or du temps.
L'Or du temps est un téléroman québécois en 245 épisodes de 25 puis 50 minutes scénarisé par Réal Giguère et diffusé entre le 9 septembre 1985 et le 14 juin 1993 sur le réseau TVA.
En France, la série a été diffusée du 27 juin au 29 août 1987 sur La Cinq.

## Fiche technique
- Scénarisation : Réal Giguère
- Réalisation : Gaétan Bénic, Jean Bernatchez, Esther Lapointe, Roger Legault et Paul Lepage
- Société de production : Télé-Métropole

## Distribution
- Angèle Coutu : Sophie De Bray
- Jean Coutu : Philippe De Bray (1985-86)
- Luis De Cespedes : Richard Pincourt
- Christine Lamer : Jackie Lévy
- Robert-Pierre Côté : Jean-Philippe Léonard
- Brigitte Morel : Julie Léonard
- Michel Langevin : Alexandre Léonard
- Guy Godin : Charles De Bray
- Sylvain Giguère : Dr Sébastien Dussault
- Huguette Oligny : Hélène De Bray (1985-89)
- Françoise Faucher : Hélène De Bray (1989-93)
- Normand D'Amour : Damien Nomed / Christophe De Valmont
- Michèle Richard : Laurence Viger (1988-89)
- Danielle Ouimet : Laurence Viger (1989-93)
- Germain Houde : Jim Prévost (1985-88)
- Roger Léger : Jim Prévost (1988-93)
- Donald Pilon : Nicolas Dumont
- Pascal Rollin : Jacques Léonard
- Claude Préfontaine : Stéphane Lefrançois
- Marie-Chantal Labelle : Pascale Lefrançois
- Robert J.A. Paquette : Antoine Dominique
- James Rae : Jack Moore
- Macha Grenon : Frédérique Lafond
- Sophie Stanké : Stéphanie St-Pierre
- Gabrielle Mathieu : Françoise Beaudry
- Jean-Pierre Matte : Patrick Desaulniers
- Chantal Perrier : Nathalie Hébert
- Diane St-Jacques : Gaby Riendeau
- Richard Niquette : Denis Riendeau
- Claudine Chatel : Marie-Christine Vanier
- Michel Goyette : David
- Johanne McKay : Martine Crevier
- Roger Sylvain : Claude Rivard
- Karen Racicot : Chantal Sergerie
- Mario Saint-Amand : François St-Germain
- Mélanie St-Laurent : Caroline St-Germain
- Jean-René Ouellet : Marc St-Germain
- Denyse Chartier : Michelle St-Germain
- Jacques Lavallée : Gilles Mongrain
- Carole Chatel : Marie Côté
- Georges Carrère : Bernard Guillevin
- Ninon Lévesque : Simone Guillevin
- Gérard Delmas : Robert Lévy
- Serge Bossac : Jean-Paul Larue
- Sylvie Côté : Patsy Vaillancourt
- Jacqueline Laurent : Anne-Marie Chevalier
- Marc Hébert : Dr Georges Dandurand
- Louis Lalande : Christian Lavoie
- Claude Grisé : Dr Baril
- Gilles Cloutier : Dr Crevier
- Marc Legault : Robert Raymond
- Claude Marquis : Couleuvre
- Reynald Bouchard : Bruno Savard
- Benoît Rousseau : Ken Tanguay
- Geneviève Langlois : Catherine Marois
- Marie-Josée Longchamps : Jeanne Vallière
- Sylvie Lussier : Maryse Villeneuve
- Marie-Claude Brault : Linda
- Monique Joly : Jacqueline Lafond
- Chrystiane Drolet : Mme Sonia
- Laurent Imbault : Luc Genest
- Jean-Pierre Bergeron : Bob Leclerc
- Francine Lareau : Claudine Lapierre
- Luc Boulanger : Pierre Labrecque
- Benoît Graton : Paul Villeneuve
- Patrick Huneault : Yves
- Pascal Belleau : Mathieu Tremblay
- Patrick Bourgeois : Chauffeur de Jackie
- Jacques Carignan : Régisseur
- Marie-France Lambert : Danielle Fortin
- Nicole Chalifoux : Danielle Fortin
- Deano Clavet : Gérard Pigeon
- André Desjardins : Jean Perrault
- Yvan Ducharme : Dr Lemay
- Jean Fontaine : Pierre Thompson
- Richard Gagnon : Portier
- Louise Hébert : Infirmière
- Serge Labelle : Lionel Caron
- Jean Laliberté : Michel Cartier
- Ginette Lalonde : Thérèse Côté
- Francis Mireault : Julien Dussault
- Tristan Wiseman : Julien Dussault
- Pierre Paquet : René
- Claire Richard : Madeleine Pincourt
- Diane Robitaille : Pauline
- Lionel Villeneuve : Martin Viger
- David Zatouti : Kaled
- Lyne Ste-Marie : Samantha
- Reine France : Mme Gonthier
- Denis Levasseur : Guy Marceau
- Chantal Fontaine : Dr Geneviève Lapierre
- François Dupuy : Jean Desmarteaux
- Hélène Reeves : Ginette Laurin
- André Matteau : Martin
- Astrid Denelle : Maude LeFrançois
- Pierre Carl Trudeau : Éric Dumont
- Patrick Peuvion : Sergent Trudeau
- Paul Dion : Policier

## Saisons

### Première saison (1985-1986)
La première saison met en relief la succession de Philippe DeBray à la tête des Entreprises DeBray. La succession se fera entre son fils Charles et sa fille Sophie. Malgré la préférence de Philippe pour Charles, c'est Sophie qui démontre les meilleures aptitudes pour prendre la relève de son père. À cause des difficultés de consommation de Charles (alcool, drogues) reliées à la grande pression exercée par son père, ce dernier décide de rester à la tête de l'entreprise pour un petit moment encore. Toutefois, il fait une crise cardiaque au dernier épisode quand sa fille Sophie le surprend au Domaine DeBray avec sa meilleure amie (qui était l'amante secrète de Philippe), Jackie Lévy.

### Deuxième saison (1986-1987)
Au premier épisode, Philippe DeBray ne se remet pas de sa crise cardiaque et décède à l'hôpital. Sa succession à la tête des Entreprises DeBray se met en branle. Le conseil d'administration choisit Sophie à la place de Charles pour assurer la relève des Entreprises DeBray. La couple de Sophie et Jacques Léonard ne fonctionne plus et un divorce suit. Jacques part pour l'Algérie. Richard Pincourt arrive dans le portrait et il fait la cour à Sophie. Après avoir succombé à ses charmes, ils se marient à l'insu des autres membres de la famille. Au dernier épisode, Charles met les Entreprises DeBray en péril à cause d'une grave erreur à Houston et Jackie Lévy se fait enlever à son domicile.

### Troisième saison (1987-1988)
La troisième saison de l'Or du temps débute avec l'enlèvement de Jackie Lévy. Son mari Robert Lévy est désespéré et fait appel au détective Jim Prévost pour délivrer Jackie. Après sa fuite, Jackie revoit son mari et elle apprend qu'il est la cause de l'enlèvement. En effet, ce dernier avait promis des armes à un groupe terroriste et devant la non-délivrance de ces armes, les terroristes ont enlevé Jackie. Du côté des Entreprises DeBray, Sophie a nommé son nouveau mari Richard Pincourt comme bras droit et ce dernier prend beaucoup de place, au grand déplaisir des employés clés de la compagnie, Jean-Philippe Léonard, Stéphane Lefrançois et Nicolas Dumont. La saison se termine avec l'assassinat de Robert Lévy. La police met Jackie en état d'arrestation.

### Quatrième saison (1988-1989)
Au début de la saison, Jackie est relâchée par la police. Il a été prouvé que c'est le même petit groupe terroriste qui a assassiné Robert Lévy. Par la suite, Jackie met en œuvre avec la complicité de Nicolas Dumont une acquisition de contrôle des Entreprises DeBray. Le coup réussit pendant les vacances de Sophie et Richard. Nicolas Dumont est nommé président de la compagnie. Il démissionnera à la fin de la saison pour échapper au chantage de Jackie. Loin du travail, Sophie devient enceinte. Elle ne sait toutefois pas que son mari a une liaison avec une ancienne flamme, Laurence Viger. Elle l'apprend tard dans la saison par l'intermédiaire de son amie Jackie. Quand elle confronte Richard à cet effet, ce dernier fait une furieuse colère et en tentant de le rattraper, elle fait une chute dans l'escalier.

### Cinquième saison (1989-1990)
La chute d'escalier de Sophie a été fatale pour l'enfant de Sophie. Devant la perte de son bébé, Sophie fait une sévère dépression tout en mélangeant alcool et médicaments. De plus, Richard fait en sorte de rendre folle son épouse dans le but d’accaparer sa fortune. Après un violent choc émotif, Sophie est hospitalisée en psychiatrie. Après s'être remise sur les pieds, Sophie met Richard à la porte. Pendant ce temps, Jean-Philippe Léonard prend la tête des Entreprises DeBray de façon intérimaire. Il n'est pas le seul vouloir le poste de façon permanente. Jackie Lévy est aussi sur les rangs avec l'aide des magouilles de Notaire Guillevin. Toutefois, elle doit renoncer à la direction à la suite d'un chantage de Jim Prévost et Nicolas Dumont relativement à un coup monté qu'elle a fait subir à Nicolas au début de la saison à la suite de son refus de l'épouser.

### Sixième saison (1990-1991)
Après leurs descentes aux enfers, Jackie et Richard font une alliance. Julie Léonard et Sébastien Dussault se séparent. Sophie part à l'étranger. Jean-Philippe Léonard a des moments difficiles dans la compagnie. À la surprise de tous, Alexandre Léonard (un homosexuel) fait une demande en mariage à sa colocataire, Frédérique. Cette dernière tombera cependant en amour avec le frère de ce dernier, Jean-Philippe.

### Septième saison (1991-1992)
À la suite du rejet de Frédérique, Alexandre tombe dans les bas fonds et il devient très vulnérable. Il joint une secte dont le gourou s'appelle Damien Nomed. Ce dernier veut prendre le contrôle de la fortune d'Alexandre. Il sera libéré des griffes de Damien par Jim Prévost et Denis Riendeau. Pendant ce temps, Richard est emprisonné pour fraude fiscale. De plus, Jean-Philippe quitte la compagnie. À la grande surprise de tous, c'est Julie Léonard qui prendra la relève. Le Notaire Guillevin retrouve Jackie et lors d'une balade en auto, il fonce comme un rocher et provoque l'explosion de l'automobile, ne laissant aucun survivant.

### Huitième saison (1992-1993)
Damien n'accepte pas l'affront qu'il a subi et compte bien se venger. En premier lieu, il séduit Julie Léonard sous une fausse identité et il tient à faire payer les sauveurs d'Alexandre, Jim Prévost et Denis Riendeau. Il assassine Denis mais il a du fil à retordre avec Jim. Ce dernier le capture au dernier épisode.